# Graham Carr
William Graham Carr (Corbridge, 25 ottobre 1944) è un allenatore di calcio ed ex calciatore inglese, di ruolo centrocampista.

## Biografia
Suo figlio Alan è un comico e conduttore televisivo.

## Carriera

### Giocatore
Esordisce tra i professionisti nella stagione 1962-1963 all'età di 18 anni con il Northampton Town, club della terza divisione inglese, con cui nella sua stagione di esordio vince il campionato conquistando così la promozione in seconda divisione; dopo due stagioni in questa categoria, i Cobblers vengono per la prima volta nella loro storia promossi in prima divisione, categoria nella quale Carr gioca 27 partite. A livello di squadra, però, i risultati sono negativi: nelle stagioni 1965-1966 e 1966-1967 il Northampton Town subisce infatti due retrocessioni consecutive, trascorrendo quindi la stagione 1967-1968 nuovamente in terza divisione. Carr nell'estate del 1968 dopo complessive 85 partite di campionato nell'arco di sei stagioni lascia il club e si trasferisce allo York City, club di quarta divisione, con la cui maglia nella stagione 1968-1969 gioca 33 partite di campionato e segna una rete, la sua prima in carriera tra i professionisti. Trascorre infine un'ultima stagione tra i professionisti realizzando 2 reti in 42 partite con il Bradford PA nella stagione 1969-1970; continua comunque a giocare per quasi un ulteriore decennio, ritirandosi definitivamente solo nel 1978, in vari club semiprofessionistici (la maggior parte dei quali militanti in Southern Football League, all'epoca una delle principali leghe calcistiche inglesi al di fuori della Football League), nella maggior parte dei quali ricopre contemporaneamente il doppio ruolo di giocatore ed allenatore.
In carriera ha totalizzato complessivamente 160 presenze e 3 reti nei campionati della Football League, militando in tutte e quattro le divisioni della lega stessa.

### Allenatore
Dopo i due incarichi a Dartford e Weymouth (nei quali era contemporaneamente giocatore ed allenatore) ed una seconda esperienza solamente come allenatore al Dartford, dal 1981 al 1985 allena il Nuneaton Borough: qui nella stagione 1981-1982 vince la Southern Football League, e tra il 1983 ed il 1985 conquista due secondi posti consecutivi in Alliance Premier League (quinta divisione e più alto livello calcistico inglese al di fuori della Football League).
Nell'estate del 1985 viene assunto dal Northampton Town, militante in quarta divisione; nella stagione 1986-1987, al suo secondo anno alla guida del club, vince il campionato, con conseguente promozione in terza divisione; complici poi anche le cessioni degli attaccanti Richard Hill e Trevor Morley, negli anni seguenti i Cobblers si ritrovano frequentemente a lottare per mantenere la categoria, finendo per retrocedere nuovamente in quarta divisione al termine della stagione 1989-1990, dopo la quale Carr viene esonerato. Nell'estate del 1990 passa al Blackpool, a sua volta appena retrocesso in quarta divisione: la sua permanenza ai Tangerines è tuttavia limitata, dal momento che nell'ottobre del 1990 dopo sole 16 partite di campionato viene nuovamente esonerato. Nel febbraio del 1991 va ad allenare il Maidstone Utd, altro club della medesima categoria: pur concludendo il campionato 1990-1991 con la salvezza, nell'ottobre del 1991 viene esonerato a causa del negativo inizio nella nuova stagione. Dal 1992 al 1995 allena quindi il Kettering Town, in Football Conference (il nome che nel frattempo aveva assunto la vecchia Alliance Premier League). Dopo una parentesi di un mese al Weymouth all'inizio della stagione 1995-1996, trascorre il resto di questa stessa stagione al Dag & Red. Nella stagione 1996-1997, la sua ultima da allenatore, lavora invece come vice al Doncaster.
Nel decennio successivo ha invece lavorato come osservatore per vari club: dopo alcuni anni di collaborazione con il Tottenham, tra le esperienze più significative ci sono quelle alle dipendenze di Sven-Göran Eriksson a Manchester City, Notts County e Leicester City. Dal 2010 al 2017 ha invece lavorato con un ruolo analogo al Newcastle Utd.

## Palmarès

### Giocatore

#### Competizioni nazionali
- FA Trophy: 1

Telford United: 1970-1971
- Southern Football League: 1

Dartford: 1973-1974

### Allenatore

#### Competizioni nazionali
- Campionato inglese di quarta divisione: 1

Northampton Town: 1986-1987
- Southern Football League: 1

Nuneaton Borough: 1981-1982

#### Competizioni regionali
- Midland Floodlit Cup: 1

Nuneaton Borough: 1983-1984
- Northamptonshire Senior Cup: 2

Kettering Town: 1992-1993, 1994-1995